# Krystle Esdelle
Krystle Esdelle (ur. 1 sierpnia 1984 w San Fernando) – trynidadzko-tobagijska siatkarka. W sezonie 2012/2013 występowała w klubie AZS Białystok. Reprezentantka kraju we wszystkich kategoriach wiekowych. Kapitan kadry narodowej. Od sezonu 2019/2020 występuje we włoskiej Serie A2, w drużynie P2P Smilers Baronissi.

## Sukcesy klubowe
Puchar Niemiec:
- 2012

Mistrzostwo Niemiec:
- 2012

Mistrzostwo Rumunii:
- 2015

## Nagrody indywidualne
- 2018: Najlepsza atakująca i punktująca Pucharu Panamerykańskiego